# Hermann Minkowski
Hermann Minkowski (Aleksotas, Imperi Rus, 22 de juny del 1864 - Göttingen, Imperi alemany, 12 de gener del 1909) va ser un matemàtic alemany d'origen jueu que va desenvolupar la teoria geomètrica dels nombres. Els seus treballs més destacats van ser realitzats en les àrees de la teoria de nombres, la física matemàtica i la teoria de la relativitat.
Hermann Minkowski va néixer a Aleksotas (actualment Kaunas, Lituània), i va cursar els seus estudis a Alemanya a les universitats de Berlín i Königsberg, on va realitzar el seu doctorat el 1885. Durant els seus estudis a Königsberg el 1883, va rebre el premi de matemàtiques de l'Acadèmia francesa de ciències per un treball sobre les formes quadràtiques. Minkowski va impartir classes a les universitats de Bonn, Göttingen, Königsberg i Zúric. A Zuric, va ser un dels professors d'Albert Einstein.
Minkowski va explorar l'aritmètica de les formes quadràtiques que concernien n variables. Les seves investigacions en aquest camp el van portar a considerar les propietats geomètriques dels espais n dimensionals. El 1896, va presentar la seva geometria dels nombres, un mètode geomètric per a resoldre problemes en la teoria de nombres.
El 1902, es va incorporar al departament de matemàtiques de la Universitat de Göttingen i col·laborà de prop amb David Hilbert.
El 1907, Minkowski es va adonar que la teoria especial de la relativitat, presentada per Einstein el 1905 i basada en treballs anteriors de Lorentz i Poincaré, podia entendre's millor amb una geometria no euclidiana en un espai quadridimensional, fins aleshores conegut com a espai de Minkowski, en el qual el temps i l'espai no són entitats separades, sinó variables íntimament lligades a l'espai de quatre dimensions de l'espaitemps. En aquest espai de Minkowski, la transformació de Lorentz adquireix el rang d'una propietat geomètrica de l'espai. Aquesta representació, sens dubte, va ajudar Einstein en els seus treballs posteriors, que van culminar amb el desenvolupament de la relativitat general.
En el seu discurs d'inauguració de la 80 reunió de l'Assemblea general alemanya de científics naturals i físics, el 21 de setembre del 1908, va pronunciar una frase que ara és cèlebre:
Les idees sobre l'espai i el temps que desitjo mostrar-los avui descansen al terra ferm de la física experimental, en el qual jeu la seva força. Són idees radicals. Així que, l'espai i el temps per separat estan destinats a desaparèixer entre les ombres i tan sols una unió d'ambdós pot representar la realitat.